# Małgorzata Golińska
Małgorzata Joanna Golińska (Szczecinek, 30 de octubre de 1980) es una política polaca. Afiliada al partido conservador Ley y Justicia, se desempeña desde 2015 como miembro del Sejm, en representación del distrito de Koszalin.

## Educación
Golińska se graduó en silvicultura en la Universidad Agrícola de Poznań. Realizó estudios de posgrado en agroindustria y áreas rurales. Comenzó a trabajar como guardabosques en el distrito forestal de Szczecinek.

## Carrera política
En 2010 y 2014 fue elegida concejal de la ciudad de Szczecinek. En las elecciones parlamentarias de 2015 se postuló para el Sejm en el distrito de Koszalin, por la lista Ley y Justicia. Obtuvo el mandato de diputada en la octava legislatura, recibiendo 7.612 votos. En febrero de 2018 fue nombrada secretaria de Estado del Ministerio del Medio Ambiente. También asumió el cargo de principal conservadora de la naturaleza. En las elecciones de 2019 al Parlamento Europeo, se postuló sin éxito para el escaño de eurodiputado.
En las elecciones parlamentarias de 2019 fue reelegida al Sejm, recibiendo 16.497 votos. En noviembre de 2019, luego de transformaciones en la estructura de los ministerios, asumió el cargo de secretaria de estado en el Ministerio del Clima. En mayo de 2020, asumió el cargo de secretaria de Estado en el Ministerio del Medio Ambiente, que se estableció a principios de ese mismo año. Desde octubre de 2020, tras transformaciones en la estructura de gobierno, secretario de Estado en el Ministerio de Clima y Medio Ambiente.

## Vida personal
Golińska está casada y tiene dos hijos: Tomek y Mikolaj.

## Resultados electorales

### Sejm
|  | 3.51 % |

|  | 28.58 % |

|  | 6.07 % |

|  | 36.83 % |

|  | 4.73 % |

|  | 31.36 % |

### Parlamento Europeo
|  | 1.27 % |

|  | 29.77 % |